# William Robert Ogilvie-Grant
William Robert Ogilvie-Grant est un ornithologue écossais, né le 25 mars 1863 à Easter Elchies (Morayshire) et mort le 26 juillet 1924 à Farley Cottage, près de Reading.
Après des études à Édimbourg, il entre à 19 ans au British Museum. Il commence comme assistant de deuxième classe au département de zoologie sous les ordres Albert Charles Lewis Günther (1830-1914) et travaille d'abord sur les poissons.
Après le déménagement de l'institution à South Kensington, il est transféré aux oiseaux. Durant l'absence de Richard Bowdler Sharpe (1847-1909) en 1895, il dirige brièvement la section ornithologique. En collaboration active avec Sharpe, il participe activement à l'agrandissement des collections et pour cela voyage souvent, notamment à Madère, au Moyen-Orient, aux îles Canaries, etc. L'une de ses missions la plus importante est l'exploration de l'intérieur de la Nouvelle-Guinée. Il sert comme assistant-conservateur de 1913 à 1918.
Lorsque la Première Guerre mondiale éclate, il s’engage dans le premier bataillon du Comté de Londres. Il a une attaque en 1916 alors qu’il participe à la construction de fortifications autour de Londres. Devenu en partie invalide, il doit quitter ses fonctions en 1918.
Il est l'auteur de nombreux articles et livres scientifiques. Il s'intéresse particulièrement au gibier à plumes ainsi qu'à la protection des espèces. Il participe ainsi au conseil de la Royal Society for the Protection of Birds et est l'un des fondateurs de la Society for the Promotion of Nature Reserves.